# Spartan: Total Warrior
Spartan: Total Warrior là trò chơi điện tử thuộc thể loại hành động chặt chém và là một phần phụ của dòng Total War, do hãng The Creative Assembly phát triển và Sega phát hành trên các hệ máy Xbox, PlayStation 2 và GameCube. Trò chơi có tất cả 14 màn, người chơi sẽ vào vai một chiến binh Sparta kiên cường dưới sự dẫn dắt của thần Ares, đã cùng với các đồng minh Hy Lạp chiến đấu chống lại sự xâm lấn của Đế quốc La Mã đứng đầu bởi đế vương Tiberius.
Trong khi dòng Total War vốn có truyền thống tập trung vào các màn chơi theo kịch bản lịch sử và huyền thoại với mỗi phần, Spartan: Total Warrior thì tỏ ra tự do hơn trong cách tiếp cận các sự kiện mang tính lịch sử, lấy các yếu tố từ thần thoại Hy Lạp và La Mã, cộng thêm nhiều yếu tố phi lịch sử (rõ ràng nhất là đế chế La Mã và thành bang Sparta đã không tồn tại ở cùng một thời điểm trong lịch sử). Như vậy, nó có nhiều điểm chung với những trò chơi như God of War hơn là các bản Total War khác. Do vậy nó cũng là phiên bản duy nhất trong dòng game chỉ được phát hành cho thị trường hệ console chứ không phải cho PC. The Creative Assembly đã được Sega mua lại vào năm 2005 khiến cho Spartan: Total Warrior trở thành tựa game Total War đầu tiên được phát hành bởi hãng này.

## Lối chơi
Người chơi sẽ được vào vai một chiến binh Sparta trong cuộc chiến khốc liệt bảo vệ thành phố của mình trước sự xâm lấn của người La Mã, mà đứng đầu là đế vương Tiberius. Về cơ bản, Spartan Total Warriors có cách chơi tương tự như Crimson Sea, Samurai Warriors... Người chơi sẽ làm nhiệm vụ "chặt và chém", xông pha và càn quét quân địch trên đường đi. Tuy nhiên, điểm tập trung của Spartan Total Warriors là xoáy mạnh vào các trận đánh hoành tráng với sự góp mặt của hàng trăm quân địch trong cùng một cảnh chơi. Một trong những điểm ấn tượng là chất lượng AI khá tốt, trội hơn những game cùng loại. Bởi ngoài chiến thuật tác chiến rất bài bản, máy còn biết lợi dụng ưu thế quân số để vây hãm đối phương, khiến người chơi khá nhiều phen nao núng. Việc phải nạp lại một cảnh chơi là chuyện khả dĩ nếu người chơi thiếu cẩn trọng, kiên nhẫn và chủ quan.
Để tăng tính hấp dẫn, game rải khá nhiều nhiệm vụ khác nhau, như bảo vệ và giải vây cho đồng đội bị thương, sử dụng cung lửa để châm ngòi nổ phá vỡ lối ra vào căn cứ địch…Ngoài ra, để tạo thêm phấn chấn cho người chơi, game còn cung cấp các tuyệt chiêu liên hoàn cho nhân vật. Tuy chưa được thiết kế đẹp mắt và công phu nhưng bù lại để áp chế số lượng địch đông đảo và khá "trâu bò" trong game, các tuyệt kĩ này lại tỏ ra khá hiệu quả. Đặc biệt, hiệu ứng "làm chậm thời gian" giúp người chơi chiêm ngưỡng và nghiền ngẫm các tuyệt chiêu này nhiều lần hơn. Game còn cung cấp hệ thống điểm thưởng với các chỉ số sức khỏe và mức độ sát thương để người chơi xây dựng nhân vật của mình hoàn thiện hơn. Ứng với từng cấp nhất định, nhân vật sẽ được trang bị các món vũ khí, giáp, mũ, khiên đỡ trông hiệu quả hơn.

## Đón nhận
Spartan: Total Warrior đã nhận được một phản ứng tích cực. Phiên bản PlayStation có 74 điểm trên Metacritic dựa trên 33 lời đánh giá và 74.84 điểm trên GameRankings dựa trên 37 lời đánh giá. Phiên bản GameCube có 73 điểm trên Metacritic dựa trên 24 lời đánh giá và 73,97 điểm trên GameRankings dựa trên 24 lời đánh giá. Phiên bản Xbox có 73 điểm trên Metacritic dựa trên 36 lời đánh giá và 74,48 điểm trên GameRankings dựa trên 36 lời đánh giá.
GameSpot cho rằng trò chơi rất có tiềm năng để tiến triển hơn nhiều. Nên chấm cho game số điểm 7.1, rồi kết luận rằng "nhìn chung, Spartan: Total Warrior khá hấp dẫn, dù là game hành động mà bạn có thể giải trí trong ít nhất sáu hay bảy giờ đủ để giúp bạn nắm bắt câu chuyện. Với chỉ một chút nỗ lực, Spartan có thể hay hơn nữa. Nhưng nó vẫn đáng giá nếu bạn đặc biệt quan tâm đến các vấn đề hoặc trong trò chơi hành động chặt chém nói chung."
IGN cũng nghĩ trò chơi đến gần với sự vĩ đại, nhưng đã giảm đi chút nào đó; "Spartan: Total Warrior đã làm rất nhiều điều mà nó thực sự khiến chúng ta đau đớn nhìn thấy kinh nghiệm bị sa lầy bởi một số ít các phiền toái lớn. Creative Assembly đã tạo nên một engine game tuyệt vời, mà một trong đó là dành cho cuộc gặp gỡ ngoạn mục đầy chất hành động, máu me nhiều hơn và khoảnh khắc "Ôi trời đã thấy chưa?" hơn cả việc chúng tôi sẽ quan tâm đề cập đến. Đó là do không may rằng hệ thống nhắm mục tiêu chưa được nhuần nhuyễn, các trận đấu trùm hời hợt và thường là AI thân thiện mà vô dụng khiến kinh nghiệm một túi hỗn hợp gồm những khoảnh khắc phấn khởi và bực tức. Tuy nhiên, Total Warrior là một trò chơi hành động hay (gần như tuyệt vời) mà người hâm mộ của thể loại này chắc chắn nên cân nhắc chuyện đi mua."